# Masojedy
Obec Masojedy se nachází v okrese Kolín, kraj Středočeský asi 9 km jihozápadně od města Český Brod, 28 km západně od Kolína a 33 km jihovýchodně od centra Prahy. Žije zde 113 obyvatel. Vesnicí protéká potok Bušinec, který pramení v lese jihozápadně od obce.
Masojedy je také název katastrálního území o rozloze 1,8 km².

## Historie
První písemná zmínka o vesnici pochází z roku 1342.

### Územněsprávní začlenění
Dějiny územněsprávního začleňování zahrnují období od roku 1850 do současnosti. V chronologickém přehledu je uvedena územně administrativní příslušnost obce v roce, kdy ke změně došlo:
- 1850 země česká, kraj Pardubice, politický okres Černý Kostelec, soudní okres Český Brod[5]
- 1855 země česká, kraj Praha, soudní okres Český Brod
- 1868 země česká, politický i soudní okres Český Brod
- 1939 země česká, Oberlandrat Kolín, politický i soudní okres Český Brod[6]
- 1942 země česká, Oberlandrat Praha, politický i soudní okres Český Brod[7]
- 1945 země česká, správní i soudní okres Český Brod[8]
- 1949 Pražský kraj, okres Český Brod[9]
- 1960 Středočeský kraj, okres Kolín
- 2003 Středočeský kraj, obec s rozšířenou působností Český Brod

## Doprava
Dopravní síť
- Pozemní komunikace – Do obce vede silnice III. třídy. Ve vzdálenosti 1,5 km vede silnice II/113 Český Brod – Mukařov – Chocerady – Vlašim.
- Železnice – Železniční trať ani stanice na území obce nejsou.

Veřejná doprava 2025
- Autobusová doprava – Obcí vedla příměstská autobusová linka 823 Úvaly – Škvorec – Masojedy - Doubravčice

## Galerie

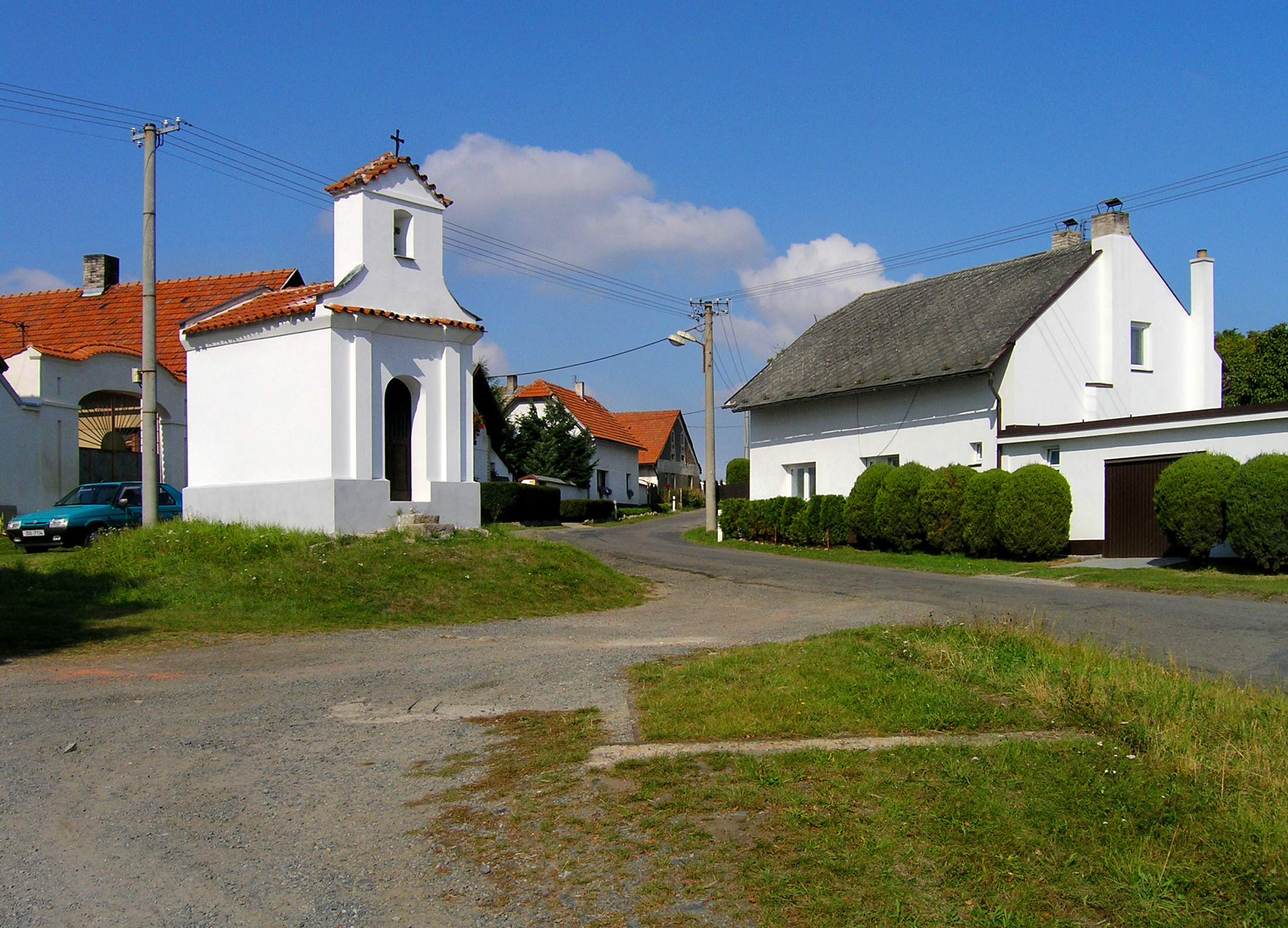
Náves s kapličkou
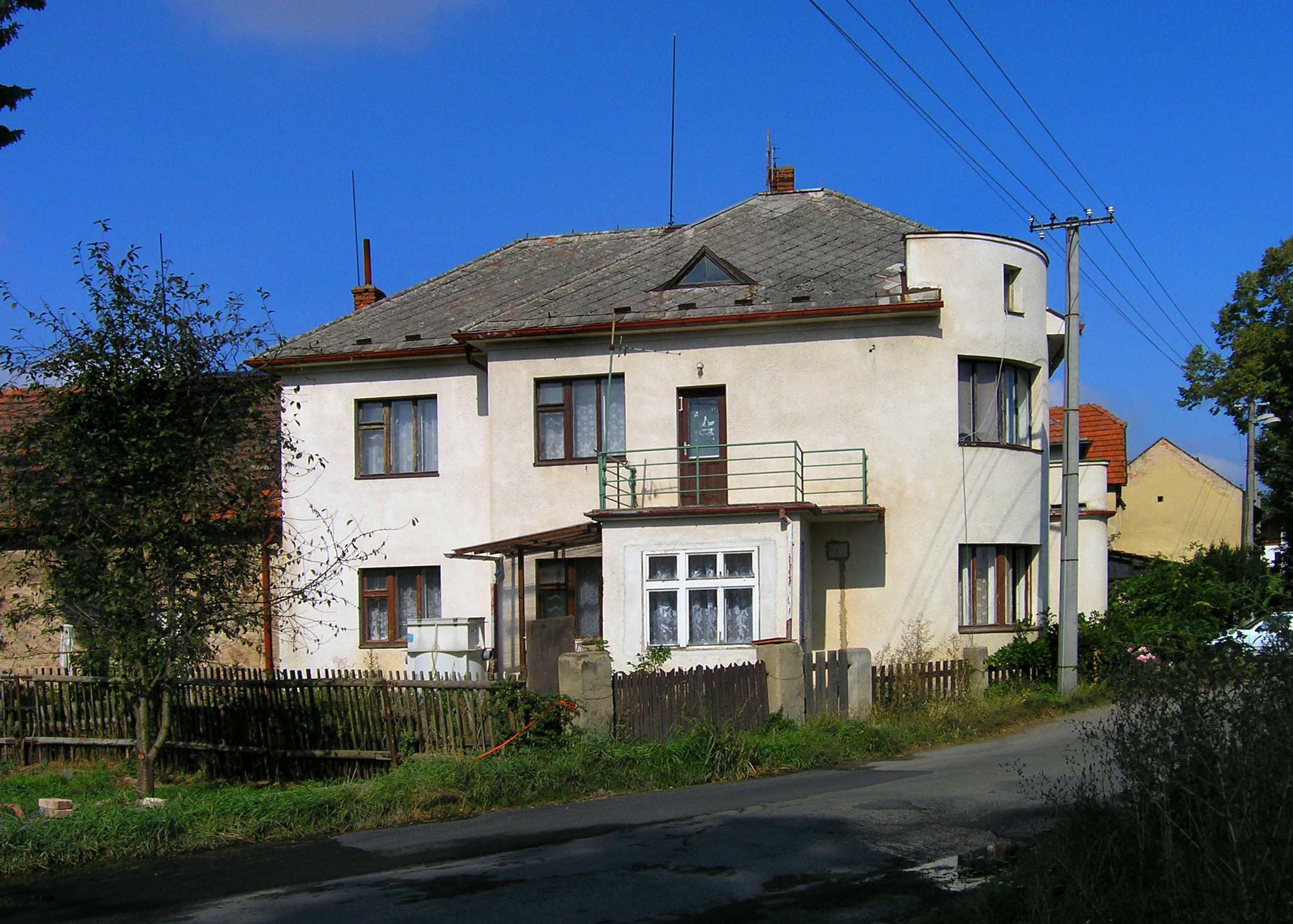
Vila pod návsí
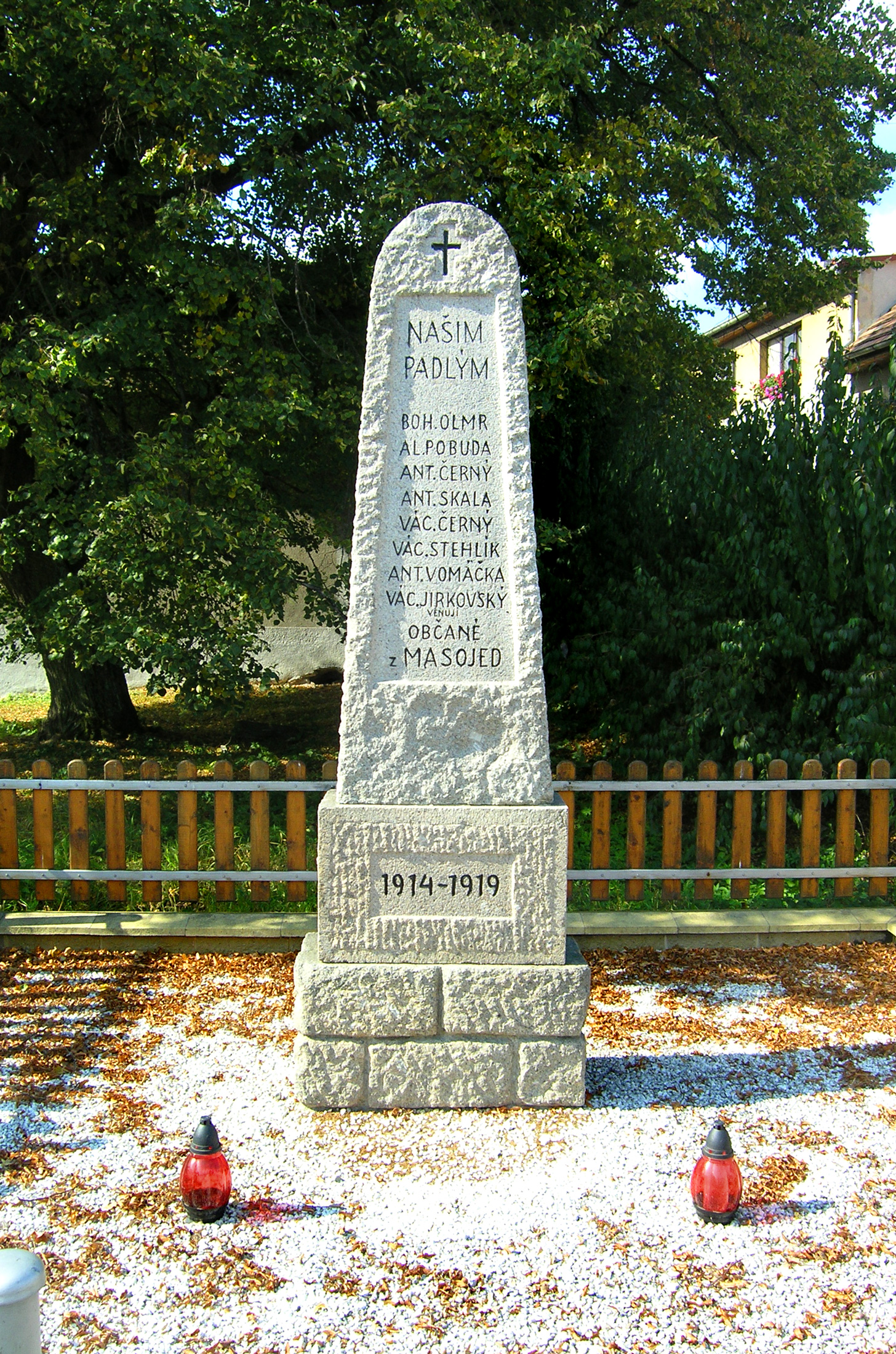
Památník obětem první světové války